# Cattedrale di San Giorgio (Ermoupoli)
La cattedrale di San Giorgio (in greco καθεδρικός ναός του Αγίου Γεωργίου?) si trova a Ermoupoli, in Grecia, ed è dal 1652 la cattedrale della diocesi di Sira.

## Storia e descrizione
La chiesa è stata costruita sulla cima di una collina circa nel 1200. È stata più volte ricostruita come dopo il 1617, quando fu distrutta dai Turchi. Dal 1652 la chiesa divenne la cattedrale della diocesi di Sira e Milo. Nel 1834 è stata ricostruita un'ultima volta e da allora ha assunto l'aspetto attuale. Nella chiesa sono conservate l'icona di San Giorgio e l'icona della Madre di Dio "Panagias tis Elpidas" di valore artistico e culturale. Nella chiesa è presente anche un ritratto di Mons. Andreas Kargasa, impiccato dai Turchi.